# Кардинальные точки

F — произвольная точка, P и P' — главные точки, V и V' — фокусы.

Кардинальные точки — в центрированной оптической системе точки на оптической оси, с помощью которых возможно изображение произвольной точки пространства объектов в области, расположенной около оси симметрии данной системы (так называемой параксиальной).
Существует четыре кардинальных точки: задний фокус (бесконечно удалённая точка на оптической оси в пространстве объектов), передний фокус (бесконечно удалённая точка пространства изображений, которая изображена в пространстве объектов) и две так называемые «главные точки» (также передняя и задняя), в которых с оптической осью пересекаются плоскости, взаимно изображаемые оптической системой в натуральную величину. Расстояние от передней главной точки до переднего фокуса называется передним фокусным расстоянием, от задней главной точки до заднего фокуса — задним.
В науке конца XIX века кардинальными точками назывались главные точки или главные пункты в целом. Данный термин употреблялся как в собственном смысле слова, когда речь шла об ориентировании в пространстве, так и в иносказательном, когда речь ишла о разрешении какого-нибудь научного вопроса, о доказательстве какого-нибудь положения и так далее. В первом случае под кардинальными точками понимали, главным образом, четыре главные точки горизонта: север, восток, юг и запад.